# サン・フアン州 (ドミニカ共和国)
サン・フアン州 (サン・フアンしゅう、スペイン語：San Juan / スペイン語発音: [ˈsaŋ ˈxwan])は、ドミニカ共和国西部の州。
2017年の人口は22万5318人。
面積は3364km²と国内最大で、最小の国家地区の92km²の約37倍である。
州都はサン・フアン・デ・ラ・マグアナ。
1961年以前はベネファクトル州と呼ばれていた。

## 隣接州
- 北：サンティアゴ・ロドリゲス州
- 北東：サンティアゴ州
- 東：ラ・ベガ州
- 南東：アスア州
- 南：バオルコ州
- 西：サンティアゴ・ロドリゲス州
- 北西：バルベルデ州

## 行政区画
- エル・セルカド（英語版）
- サン・フアン・デ・ラ・マグアナ（英語版）：州都
- バジェフエロ（英語版）
- ファン・デ・エレラ（英語版）
- ボエチオ（英語版）
- ラス・マタス・デ・ファルファン（英語版）